# Bromelia flemingii
Bromelia flemingii là một loài thực vật có hoa trong họ Bromeliaceae. Loài này được I.Ramírez & Carnevali mô tả khoa học đầu tiên năm 1996.